# Linder (Fluss)
Die Linder ist ein kleiner Gebirgsfluss südwestlich von Oberammergau in Oberbayern und der Oberlauf der Ammer bis zu den Großen Ammerquellen.

## Geographie

### Verlauf

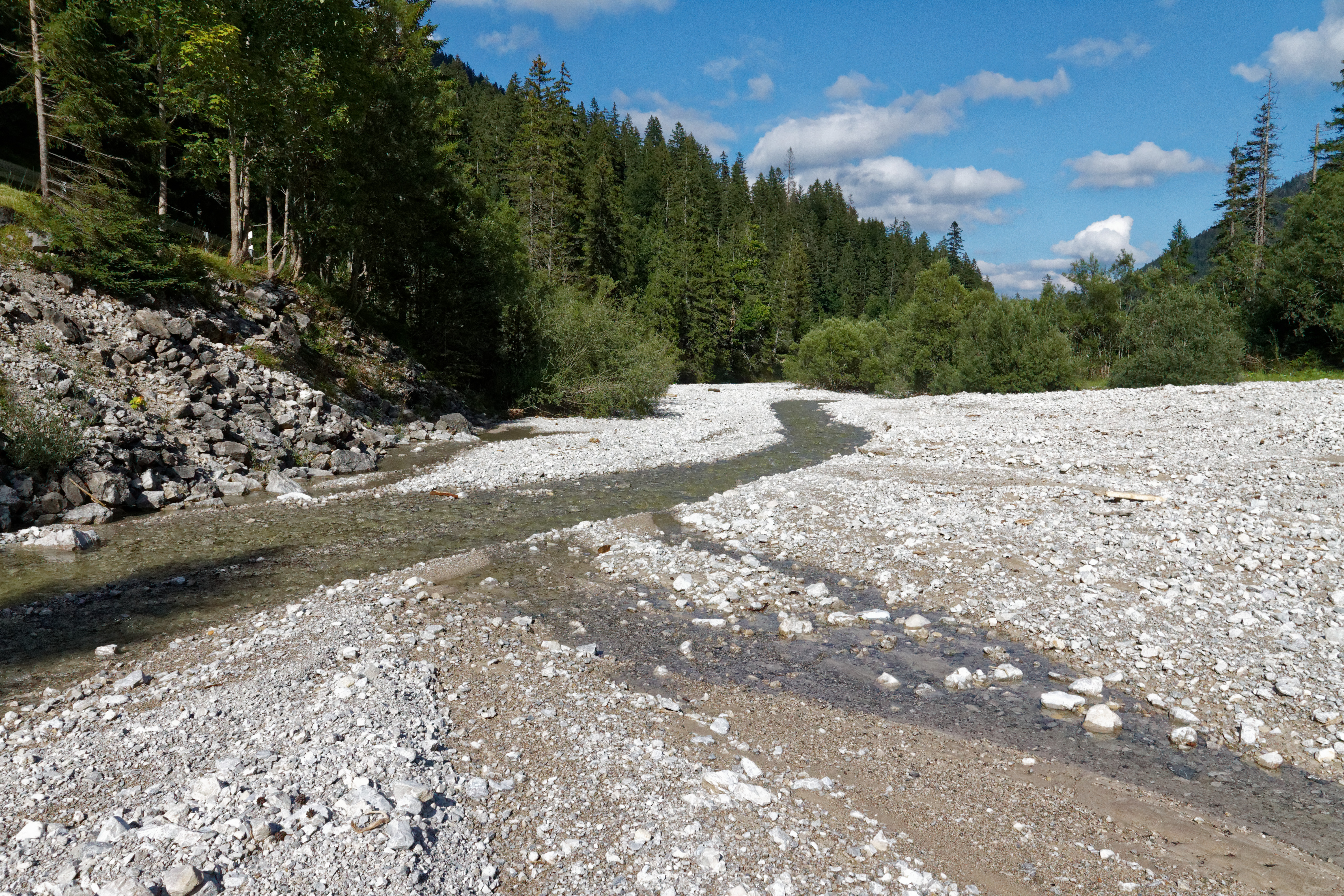
Zusammenfluss von Fischbach (links) und Neualmbach (rechts) zur Linder (hinten)

Die Linder entsteht im gemeindefreien Gebiet Ettaler Forst südwestlich des Schlosses Linderhof aus dem Zusammenfluss von Fischbach und Neualmbach, die beide an dieser Stelle die Grenze zwischen Deutschland und Österreich bilden. Nach der Vereinigung beider Bäche wird die Linder noch von den Sieben Quellen gespeist.
Sie fließt Richtung Nordosten durch das Graswangtal und unterquert vor Linderhof die Staatsstraße 2060 nach Norden, nimmt danach von links den Sägertalbach auf und erreicht am Schloss das Gemeindegebiet von Ettal. Hinter Linderhof nimmt die Linder von rechts den Elmaubach auf und quert kurz vor Graswang die Staatsstraße 2060 zurück auf deren Südseite. Als letzten Zufluss nimmt sie von rechts zwischen Graswang und Ettal den Kühalpenbach auf. Danach münden die Abflüsse aus den Großen Ammerquellen von rechts und links in die Linder, die von dort ab den Namen Ammer trägt.
Einen großen Teil des Jahres versickert das Linderwasser zwischen Linderhof und Graswang im karstigen Untergrund und tritt östlich von Graswang im Weidmoos in den Quelltöpfen der Großen Ammer und der Kleinen Ammer sowie im Unterlauf des Kohlbachs wieder zutage. Bei starkem Regen und nach der Schneeschmelze erreicht die Linder das Weidmoos auch oberirdisch. Dann führt sie mehr Wasser als die ihr zufließenden Quellabflüsse.

### Zuflüsse
| von links                    | von rechts                     |
| ---------------------------- | ------------------------------ |
| Fischbach (linker Quellbach) | Neualmbach (rechter Quellbach) |
|                              |                                |
|                              | Hochries                       |
| Stockgraben                  |                                |
|                              | Gamsangerlahne                 |
| Scheinberggraben             |                                |
|                              | Lotterslahne                   |
|                              | Häuselahne                     |
| Hundsfällgraben              |                                |
| Sägertalbach                 |                                |
| Martinsgraben                |                                |
| Dreisäuler Bach              |                                |
| Lindergraben                 |                                |
| Erzgraben                    |                                |
| Höllgraben                   |                                |
|                              | Elmaubach                      |
|                              | Karlegraben                    |
|                              | Kühalpenbach                   |

## Geschichte

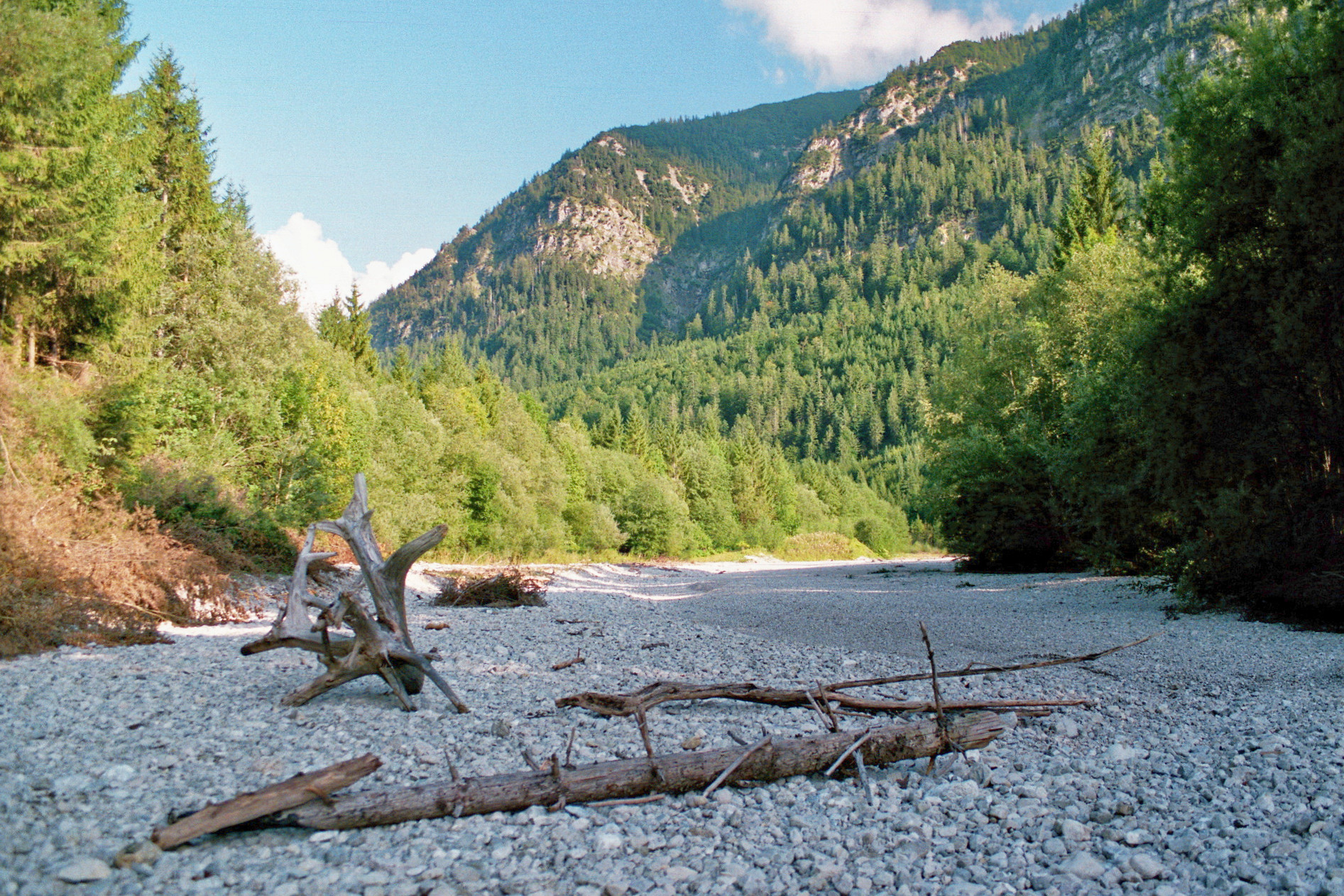
Trockenbett der Linder zwischen Graswang und Ettal

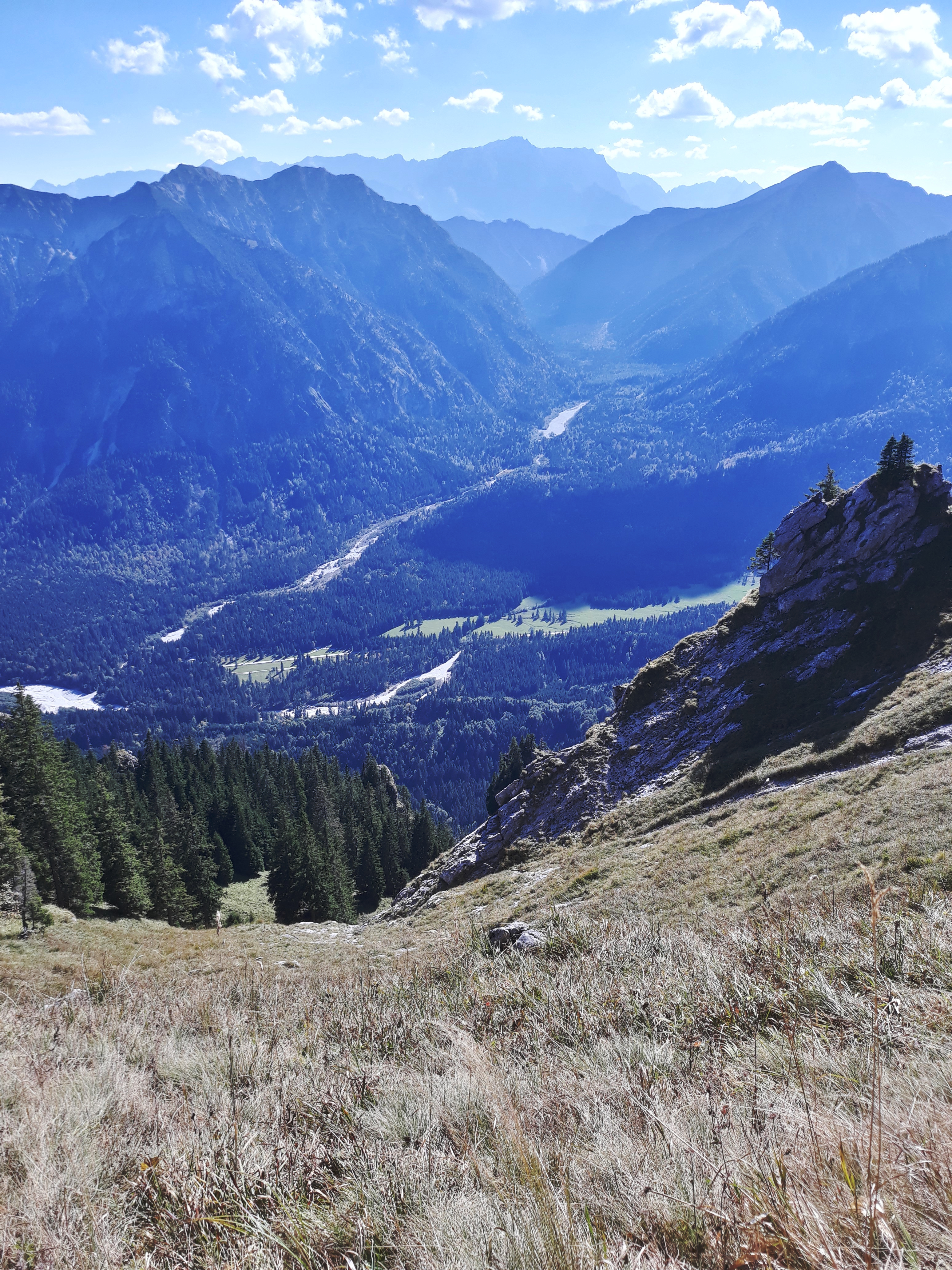
Lindertal vom Pürschling mit Blick auf die Einmündung des Elmaubachs

Der Verlauf der Linder wurde im 20. Jahrhundert teilweise ausgebaut. Vor allem die Zuflüsse wurden am Hangfuß kurz vor der Einmündung in die Linder umgeleitet. Der Lauf der Linder war und ist im Oberlauf bis Graswang eine typische Umlagerungsstrecke, in denen der Fluss sein Bett in einem weitgehend natürlichen Rhythmus verändern und dadurch die Schotterflächen umlagern kann. Wasserbauliche Maßnahmen in den Grießen selbst haben zu einem erheblichen Flächenverlust der offenen Kiesstrecken und wohl auch von Überflutungsräumen geführt. Die Linder versickerte ursprünglich etwa auf Höhe Graswang in einem ungefähr einen Kilometer nach Osten reichenden Schuttfächer, der an den von Westen her kommenden Kohlbach anschloss. Der Abfluss aus der gesamten Grießstrecke erfolgte hauptsächlich unterirdisch. Oberflächenabfluss des Wassers erfolgte nur bei Hochwasser. Dieses floss entweder direkt nach Norden in den Kohlbach oder weiter durch das Grieß nach Osten und dann in den unteren Lauf des Kohlbaches, wo auch der von Süden zufließenden Kühalpenbach mündete. Die Linder floss also im heutigen Verlauf des Kohlbaches. Zu Beginn des 20. Jahrhunderts wurde die gesamte Abflussstrecke kanalartig an einen heute nicht mehr vorhandenen Quellbach der Ammer angeschlossen.